# محمدباقر قالیباف در انتخابات ریاست‌جمهوری ایران (۱۳۹۶)
محمدباقر قالیباف برای دوازدهمین انتخابات ریاست جمهوری در تاریخ ۳۱ فروردین ۱۳۹۶ از سوی شورای نگهبان جهت ورود به انتخابات ریاست جمهوری تأیید صلاحیت شد. وی ۴ روز مانده به انتخابات در روز دوشنبه ۲۵ اردیبهشت ۱۳۹۶، با صدور بیانیه‌ای به نفع سید ابراهیم رئیسی با شعار «اتحاد به نفع مردم برای نجات اقتصاد» کناره‌گیری کرد.

## نام‌نویسی

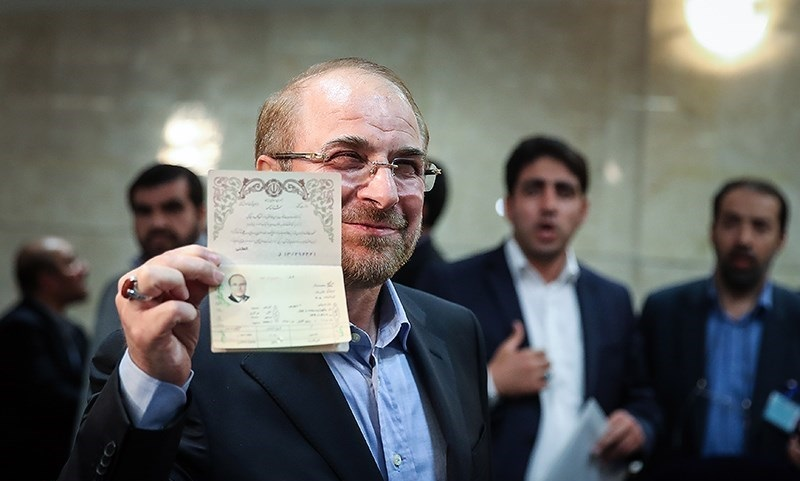
ثبت نام قالیباف برای نامزدی ریاست جمهوری در وزارت کشور، تهران

محمدباقر قالیباف در تاریخ ۲۶ فروردین ماه در آخرین دقایق قانونی ثبت نام با حضور در وزارت کشور در انتخابات ریاست جمهوری ثبت نام کرد و همراه با پنج نامزد دیگر توسط شورای نگهبان تأیید صلاحیت شد.

## شعارها
شعار انتخاباتی این دوره قالیباف «دولت مردم» و «به عمل کار برآید» است.

## وعده‌های انتخاباتی
قالیباف ۴ وعده به مردم داد. او گفت که در یک دوره ۴ ساله قادر خواهد بود به:
- افزایش درآمد کشور به دو و نیم برابر.
- ایجاد ۵ میلیون شغل.
- تغییر نظام مالیاتی را به نفع ۹۶ درصد مردم.
- اجرای برنامه‌ای مدون و دقیق برای حل مشکلات فوری قشرهای کم درآمد.

به عقیده برخی از اقتصاددانان این وعده‌ها پوپولیستی هستند و با توجه به ظرفیت اقتصاد ایران با درآمدهای نفتی که محدود است و قیمت‌هایی جهانی که نوسان دارد، قابل اجرا نیستند.
قالیباف با طرح شعارهایی مانند سه برابر کردن یارانه‌ها، دوونیم برابر کردن تولید در چهار سال و ایجاد ۶۰۰هزار شغل به ازای تولید و فروش یک میلیون تن پتروشیمی و… منطق اقتصادی، سیاسی و مدیریتی خود را با تشکیک مواجه کرده‌است.

## برنامه‌های قالیباف برای اداره کشور
این نامزد انتخابات در سال ۱۳۹۲ از برنامه‌ای برای اداره کشور رونمایی کرده بود که در سه بخش و ۳۳ فصل تدوین شده بود.
حمیدرضا تقوی مشاور فرهنگی قالیباف در زنجان از برنامه ۲۰ هزار صفحه‌ای قالیباف برای اداره کشور خبر داد.
قالیباف «مدیریت جهادی» را از ویژگی‌های برنامه‌های خود برای مشکلات موجود می‌داند. سبک «مدیریت جهادی» یکی از شیوه‌های مدیریتی در ایران می‌باشد، که توسط محمدباقر قالیباف، رقم خورد. او مدعی است که «با عقل متصل به وحی نه عقل ابزاری و نه عقل پراگماتیستی» اقدام به مدیریت می‌کند.
ولی بگفته یاسر هاشمی او به جای سیب زمینی وعده توزیع می‌کند و مردم را به آینده حواله می‌دهد.

## اعضای ستاد
| استان/حوزه                  | رئیس ستاد انتخاباتی      |
| --------------------------- | ------------------------ |
| رئیس ستاد                   | محمد دهقان               |
| مشاور سیاسی                 | حسین قربانزاده           |
| استان مرکزی                 | محمدحسین فرمهینی فراهانی |
| کهگیلویه و بویراحمد         | خلیفه خلقی‌پور            |
| خوزستان                     | منصور کتانباف            |
| اصفهان                      | منصور باقرصاد            |
| آذربایجان غربی              | سهراب عبدالله‌زاده        |
| سمنان                       | رمضان علی حلوایی         |
| زنجان                       | اکبرعباسی                |
| کرمان                       | سردار حسین فتاحی         |
| آذربایجان شرقی              | علیرضا نوین              |
| مازندران                    | امین یاوری               |
| سیستان و بلوچستان           | اسحاق مقدم               |
| سرپرست تولید فیلم انتخاباتی | سید محمود رضوی           |
| استان ایلام                 | رحمت‌الله بادفر           |

## مناظره‌ها
در نخستین مناظره تلویزیونی در تاریخ ۰۸ اردیبهشت ۱۳۹۶، قالیباف با رئیس‌جمهور حسن روحانی و معاون اول او اسحاق جهانگیری به مجادله لفظی پرداخت. روحانی و قالیباف به یکدیگر اتهام دروغ گفتن زدند. قالیباف روحانی را متهم کرد که در انتخابات قبلی از حمایت بابک زنجانی برخوردار بوده‌است. قالیباف گفت منافع ۹۶ درصد جامعه را تعقیب می‌کند نه ۴ درصد بالای جامعه را. قالیباف جهانگیری را متهم کرد صرفاً برای حمایت از روحانی نامزد شده‌است. روحانی از ارتباط قالیباف با حسن کردمیهن که از عوامل حمله به سفارت عربستان بوده انتقاد کرد. پس از پایان این مناظره قالیباف به تذکر ندادن مجری آن به روحانی در خصوص اتمام وقت وی اعتراض کرد.

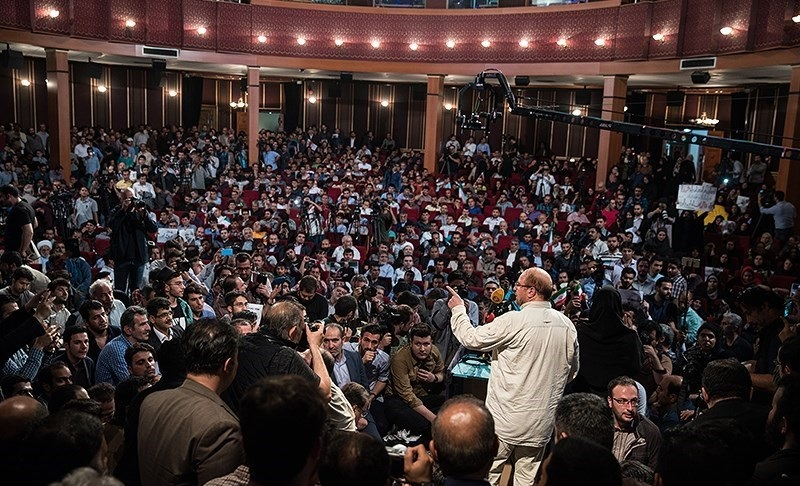
سخرانی قالیباف در جمع حامیان خود در تهران

در مناظره دوم که در ۱۵ اردیبهشت برگزار شد. در این مناظره قالیباف که شروع‌کننده بود گفت در خانه وزیر آموزش و پرورش «محموله مشکوک لباس» پیدا کرده‌اند و این را شرم‌آور دانست که وزیر محموله وارد کند. روحانی تصمیم‌گیری در این خصوص را کار دادگاه دانست و نزدیکان قالیباف را به حمله به سخنرانی علی مطهری در شیراز متهم کرد. قالیباف اعلام کرد با وجود انتقاد نسبت به توافق هسته‌ای از آن حمایت می‌کند.

## شیوه جذب آرا

### بدنه احمدی‌نژاد
جریان احمدی‌نژاد مدعی هستند قالیباف چشم طمع به سبد رأی احمدی‌نژاد دوخته و بازی‌های انتخاباتی‌اش را هم بر همین اساس چیده‌است. در مطالبی که توسط نزدیکان احمدی‌نژاد منتشر شده، قالیباف به‌عنوان فردی فرصت‌طلب که از یک سو احمدی‌نژاد را تخریب می‌کند؛ اما از سوی دیگر به‌دنبال جذب آرای بدنه حامیان احمدی‌نژاد است تصویر شده‌است.
احمدی‌نژاد در واکنش به این رفتار قالیباف گفت ما به تعریف و تمجید این آقا نیازی نداریم همچنین گفت که اینها برای کسب رای از سبد آرای ما این حرفها رامی زنند اما خودشان هم می‌دانند که این کاره نیستند و فقط برای فریب مردم این حرفها را می‌زنند.

### بازنشستگان و قشر فقیر

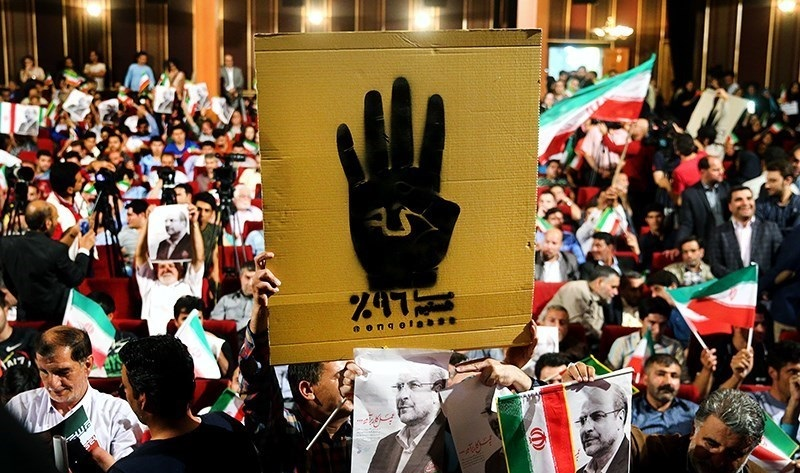
استفاده حامیان قالیباف از نماد رابعه پس از اشاره قالیباف به ۴ درصدی‌ها

قالیباف به بازنشستگان وعده داد که با انتخاب وی به عنوان رئیس‌جمهور دیگر نگران خالی بودن یخچال خود نباشند. در دولت مردم یخچال بازنشستگان خالی نخواهد ماند. در دولت ما هروقت بازش کنند پر خواهد بود. قالیباف در این دوره با رویکردی متفاوت از دو دوره پیشین در تبلیغات قشرها فقیر و مستضعف جامعه را هدف قرار داد و با تقسیم جامعه به دو گروه ۴ درصدی و ۹۶ درصدی مدعی حمایت از اکثریت محروم جامعه در مقابل ۴ درصدی‌های رانت خوار و برخوردار جامعه شد.

## کناره‌گیری به نفع سید ابراهیم رئیسی
قالیباف در ۲۵ اردیبهشت ۱۳۹۶ با انتشار بیانیه‌ای از تمام حامیان مردمی خود خواست که برای موفقیت سید ابراهیم رئیسی تلاش کنند. در بخشی از بیانیه مذکور نوشته شده:
«آنچه که در این مقطع اهمیت دارد و حیاتی است، حفظ منافع مردم، کشور و انقلاب است و اکنون که این آرمان بزرگ، جز با تغییر وضع موجود محقق نمی‌شود، باید به منظور وحدت در جبهه انقلاب، تصمیمی اساسی و خطیر گرفت؛ لذا برای حفظ این آرمان بزرگ، از همه حامیان مردمی خویش در سراسر کشور می‌خواهم، که تمام ظرفیت و حمایت خود را برای موفقیتِ برادر ارجمندمان حجت الاسلام و المسلمین سید ابراهیم رئیسی و به بار نشستن دولت کار و کرامت برای خدمت به مردم قرار دهند و از همه مردمی که در این مدت به تشکیل دولت مردم دل بسته بودند و از همه حامیان مردمی و یاران بی ادعایِ خودم، که بی هیچ چشمداشتی و با تمام وجود، در جهت تحقق آرمان‌های انقلاب تلاش کرده‌اند، تشکر و قدردانی می‌کنم.»

## حامیان
قالیباف در این دوره از انتخابات از حمایت سیاستمداران اصولگرا برخوردار نشده و اکثر افراد و تشکل‌های اصولگرا از رقبای او حمایت کردند.

### ورزشکاران
- محمد نصیری وزنه‌بردار سبک‌وزن سابق تیم ملی ایران[۳۹]
- محمدرضا طالقانی رئیس اسبق فدراسیون کشتی جمهوری اسلامی ایران
- مجید نامجو مطلق بازیکن سابق تیم ملی فوتبال ایران
- مهدی فنونی زاده بازیکن سابق تیم ملی فوتبال ایران
- مرتضی یکه بازیکن سابق تیم ملی فوتبال ایران
- ضیا عربشاهی بازیکن سابق تیم ملی فوتبال ایران
- طالب نعمت پور کشتی‌گیر سابق تیم ملی ایران
- مسعود صالحیه بازیکن سابق تیم ملی والیبال ایران
- مصطفی اردستانی فرمانده سابق نیروی هوایی ارتش جمهوری اسلامی ایران
- ادموند بزیک بازیکن سابق تیم ملی فوتبال ایران
- اسماعیل هلالی بازیکن سابق تیم ملی فوتبال ایران
- جعفر کاشانی بازیکن سابق تیم ملی فوتبال ایران
- سعید مراغه چیان بازیکن سابق تیم ملی فوتبال ایران
- اکبر کارگرجم بازیکن سابق تیم ملی فوتبال ایران
- جعفر کاشانی بازیکن سابق تیم ملی فوتبال ایران
- علی جباری بازیکن سابق تیم ملی فوتبال ایران
- مهدی اربابی ریاست هیئت فوتبال شمیران
- محمدرضا عادلخانی بازیکن سابق تیم ملی فوتبال ایران
- مهدی صابرپور کمک مربی سابق تیم ملی والیبال ایران
- بهروز سلطانی بازیکن سابق تیم ملی فوتبال ایران
- عباس کارگر بازیکن سابق تیم ملی فوتبال ایران
- بیژن طاهری بازیکن سابق تیم ملی فوتبال ایران
- جواد الله وردی بازیکن سابق تیم ملی فوتبال ایران

### موسیقی
- امیر تتلو خواننده[۴۰]

### مدیران
- سید محمود رضوی تهیه‌کننده سینما

### تشکل‌ها
- جبهه مردمی نیروهای انقلاب اسلامی

### رسانه‌ها
- باشگاه خبرنگاران جوان
- خبرگزاری مهر
- فردا نیوز
- افکار نیوز
- روزنامه صبح نو
- شفاف نیوز
- راه نو
- جهان نیوز
- روزنامه همشهری
- روزنامه افکار
- وطن امروز
- خبرگزاری دانشجو
- پایگاه راه دانا
- جام نیوز
- پارس نیوز
- تهرانی نیوز
- پایگاه ۵۹۸
- موج

## نظرسنجی‌ها
قالیباف در نظرسنجی‌های دوگانه رأی نزدیکی به روحانی داشت. همچنین تا پیش از انصراف، طبق نظرسنجی‌ها وی با حسن روحانی به دور دوم می‌رفت.